# Grão-chanceler
O grão-chanceler, também traduzido como conselheiro-chefe, chefe de ministros, chanceler imperial, o tenente-chanceler e o primeiro-ministro, foi o mais alto escalão do executivo oficial da imperial do governo Chinês. O termo era conhecido por muitos nomes diferentes por toda a história da china, e a exata extensão dos poderes associados com a posição oscilou muito, mesmo durante uma determinada dinastia.

## História
No período Primavera e Outono, Guan Zhong foi o primeiro chanceler na China, que se tornou chanceler sob o estado do Qi em 685 BC. Em Qin, durante o período dos Estados Guerreiros, o chanceler foi oficialmente estabelecido como "o chefe de todos os funcionários do serviço civil." Havia, às vezes, dois chanceleres, diferenciados como sendo "de esquerda" (sênior) e "de direita" (júnior). Depois que o imperador Qin Shi Huang terminou com o período dos Estados Guerreiros, estabelecendo a dinastia Qin (221-206 a.C.), o chanceler, em conjunto com o secretário imperial, e o grande comandante, foram os mais importantes funcionários do governo imperial, geralmente referidos como os Três Senhores.
Em 1 a.C., durante o Imperador Ai, o título foi mudado para o da si tu (大司徒). No Leste da dinastia Han, o chanceler post foi substituído por Três Excelências: Grande Comandante (太尉), o Ministro das Massas (司徒), e o Ministro das Obras (司空). Em 190, Dong Zhuo conquistou o título de "Chanceler de Estado" (相國) sob o impotente Imperador Xian de Han, colocando-se acima de Três Excelências. Depois de Dong Zhuo da morte de 192, o posto ficou vago até Cao Cao restaurou a posição de "chanceler imperial" (丞相) e aboliu as Três Excelências em 208. a partir de então, até o dia 15 de Março, 220, o poder do chanceler foi maior que a do imperador. Mais tarde, muitas vezes isto aconteceu quando uma dinastia tornou-se fraca, normalmente, algumas décadas antes da queda de uma dinastia.
Durante a dinastia Sui, o executivo funcionários das três maiores departamentos do império eram chamados de "reitores" (真宰相) juntos. Na dinastia Tang, o governo foi dividido em três departamentos: o Departamento de Estado dos Assuntos (尚書省), o Secretariado (中書省), e a Chancelaria (門下省). O chefe de cada departamento era geralmente conhecido como o chanceler.
Na dinastia Song, o cargo de chanceler, foi também conhecido como o "Tongpingzhangshi" (同平章事), de acordo com antiga terminologia Tang, enquanto o vice-chanceler era conhecido como o jijunsi. Alguns anos mais tarde, o cargo de chanceler, foi alterado para "primeiro-ministro" (首相 shou xiang) e o posto de vice-chanceler foi alterado para "segundo o ministro" (次相 ci xiang). No final da dinastia Song do Sul, o sistema mudou de volta para o Tang convenções de nomenclatura.
Durante a dinastia Yuan (fundada pelos mongóis), o chanceler não foi o chefe da Secretaria, mas o Príncipe da Coroa (皇太子) foi. Após o estabelecimento da dinastia Ming, o posto se tornou o chefe da Zhongshu Sheng novamente. O posto foi abolido após a execução de Hu Weiyong, que foi acusado de traição (ainda que a sua convicção é ainda fortemente contestada no presente vezes devido a uma falta de prova de sua culpa). Ainda, os compromissos das pessoas que ocupou o mais alto cargo no governo foram chamados de "apontado do primeiro-ministro" (拜相) até 1644.

## Lista de Chanceleres da China

### Lista de chanceleres da dinastia Shang
| Nome                 | Nome                |
| Pinyin (Romanização) | Caracteres Chineses |
| -------------------- | ------------------- |
| Yi Yin               | 伊尹                |
| Zhong Hui            | 仲虺                |
| Yi Zhi               | 伊陟                |
| Wu Xian              | 巫咸                |
| Wu Xian              | 巫賢                |
| Gan Xuan             | 甘盤                |
| Fu Yue               | 傅說                |
| Ji Zi                | 箕子                |

### Dinastia Zhou
- Jiang Ziya
- Duque de Zhou
- Duque de Huan, de Zheng
- Duque Zhuang de Zheng
- Guan Zhong do estado Qi (morreu em 645 a.C.)
- Bao Shuya de Qi
- Yan Jing de Qi
- Fan Li de Qi e Yue
- Wu Zixu de Wu
- Bo Pi de Wu
- Cheng Dechen de Chu
- Sunshu Ao estado de Chu
- Wu Qi de Chu
- Senhor Chunshen de Chu
- Senhor Mengchang de Qi
- Dan Tian de Qi
- Li Kui de Wei
- Hui Shi de Wei
- Lin Xiangru de Zhao
- Su Qin de Yan
- Yue Yi de Yan
- Baili Xi do estado de Qin
- Shang Yang de Qin
- Zhang Yi de Qin

### Dinastia Qin
- Fã Ju
- Lü Buwei (de 251-238BCE)
- Li Si (de 238-208BCE)
- Zhao Gao (de 208-207BCE)

### Dinastia Han

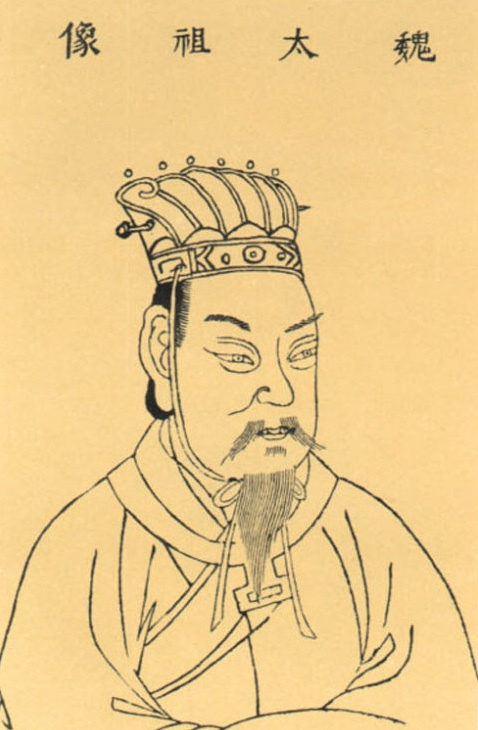
Cao Cao, que dominou o Final da dinastia Han, um dos mais famosos Chinês reitores.

- Xiao Ele (de 206-193 a.C.); Chen Xi (em 197 a.C.), e Zhao
- Cao Shen (de 193-190 a.C.)
- Chen Ping (de 190-179 a.C.)
- Zhou Bo
- Guan Jing
- Zhou Yafu
- Huo Guang
- Shi Dan 史丹 (ver Imperador Yuan de Han)
- Wang Mang
- Liu Yan (Bosheng)
- Deng Yu (25-27 no cargo)
- Wu Han
- Yuan Uma
- Dou De Xian
- Li Gu
- Liang Ji
- Dou Wu
- Chen Fã
- Qiao Xuan
- Cao Canção
- Zhang Wen
- Liu Yu
- Dong Zhuo
- Ele Jin
- Wang Yun
- Ma Midi
- Xun Shuang
- Huangfu Canção
- Zhu Jun
- Cao Cao (196-220 no cargo)
- Cao Pi

### Três Reinos
- Sun Shao (221–225 de Wu Oriental)
- Gu Yong (225–243 de Wu Oriental)
- Lu Xun (244–245 de Wu Oriental)
- Bu Zhi (246–247 de Wu Oriental)
- Zhu Ju (249–250 de Wu Oriental)
- Sun Jun (253–256 de Wu Oriental)
- Sun Chen (258 de Wu Oriental)
- Puyang Xing (262–264 de Wu Oriental)
- Zhang Ti (279–280 de Wu Oriental)
- Zhuge Liang (221–234 de Wu Oriental)
- Jiang Wan ( Shu Han)
- Fei Yi (Shu Han)
- Dong Yun (Shu Han)
- Jiang Wei (Shu Han)
- Dong Jue (Shu Han)
- Fan Jian (Shu Han)
- Zhuge Zhan (Shu Han)
- Jia Xu ( Cao Wei)
- Hua Xin ( Cao Wei)
- Zhong Yao ( Cao Wei)
- Wang Lang (Cao Wei)
- Chen Qun (Cao Wei)
- Dong Zhao (Cao Wei)
- Cui Lin (Cao Wei)
- Man Chong (Cao Wei)
- Jiang Ji ( Cao Wei)
- Cao Shuang (Cao Wei)
- Sima Yi ( Cao Wei)
- Gao Rou ( Cao Wei)
- Wang Ling ( Cao Wei)
- Zhuge Dan ( Cao Wei)
- Sun Li (Cao Wei)
- Sima Shi ( Cao Wei)
- Sima Zhao (Cao Wei)
- Sima Fu (Cao Wei)
- Wang Chang (Cao Wei)
- Wang Guan (Cao Wei)
- Deng Ai (Cao Wei)
- Zhong Hui (Cao Wei)
- Sima Yan (Cao Wei)
- Wang Xiang (Cao Wei)
- Sima Wang (Cao Wei)

### Dinastia Sui
- Gao Jiong
- Li Delin
- Su Wei
- Yang Su
- Yang Guang
- Yang Xiu
- Yang Zhao
- Yang Jian
- Xiao Cong
- Yuwen Shu
- Yu Shiji
- Li Yuan Chinês
- Yuwen Huaji
- Wang Shichong
- Li Mi

### Dinastia Tang
- Li Shimin (618-626 no cargo) (mais tarde Imperador Taizong de Tang)
- Fang Xuanling (626-648 no cargo)
- Wei Zheng (629-643 no cargo)
- Cen Wenben (desconhecido, sob o Imperador Taizong de Tang)
- Cen Changqian (desconhecido, sob o Imperador Gaozong dos Tang)
- Cen Xi (desconhecido, sob o Imperador Shang da Tang, o Novo Imperador da Tang e o Imperador Xuanzong de Tang)
- Fã Lübing (686-688 no cargo)
- Di Renjie (691-693, 697-700 no cargo)
- Yao Chong (698-705, 710-711, 713-716 no cargo)
- Zhang Jiuling (733-736 no cargo)
- Li Linfu (734-752 no cargo)
- Yang Guozhong (752-756 no cargo)
- Wang Wei (758-759 no cargo)
- Li Deyu (833-835, 840-846 no cargo)

### Dinastia Song

#### Song Do Norte
- Fã Zhi (960-964 no cargo)
- Zhao Pu (964-973, 981-983, 988-992 no cargo)
- Kou Zhun (1004-1006, 1017-1021 no cargo)
- Fã Zhongyan (1040-1045 no cargo)
- Wang Anshi (1067-1075, 1076-1077 no cargo)
- Sima Guang (1085-1086 no cargo)
- Fã Chunren (1086 no cargo)
- Fã Chunli (cargo)
- Zhang Dun (1094-1100 no cargo)
- Cai Jing (1101-1125 no cargo)

#### Song Do Sul
- Li Gang (1127 no cargo)
- Zhang Jun (1135-1137 no cargo)
- Qin Hui (1131-1132, 1137-1155 no cargo)
- Han Tuozhou (1194-1207 no office)
- Shi Miyuan/Shih-Mi-yüan (1207-1233 no cargo).
- Jia Sidao (1259-1275 no cargo)
- Chen Yizhong (1275-1276 no cargo)
- Wen Tianxiang (1275-1278 no cargo)
- Lu Xiufu (1278-1279 no cargo)

### Dinastia Ming
Nota: após a morte de Hu Weiyong, não há chanceler carregando o título principal ministro. Grão-chanceleres tornou-se de facto de reitores após imperador Xuande
- Li Shanchang (1368-1376)
- Hu Weiyong (1376-1380) – O último chanceler da China
- Yang Siqi
- Yan Música (no office 1544-1545)
- Xia Yan (no office 1546-1547)
- Yan Música (2ª vez no cargo 1548-1562)
- Xu Jie
- Gao Gong
- Zhang Juzheng (no cargo 1572-1582)
- Zhang Siwei

### Dinastia Qing
A dinastia Qing, a hierarquia burocrática não contêm uma  posição de chanceler. Em vez disso, os deveres que normalmente assumidos por um chanceler foram confiados a uma série de instituições formais e informais, o mais importante dos quais foi o Grande Conselho. Ocasionalmente, no entanto, um ministro pode ter dominado o governo que ele vem para ser identificado, figurativamente, como o "chanceler". Um exemplo, no final da dinastia Qing, foi Li Hongzhang.
Em 1911, o Qing tribunal aprovou reformas que, entre outras alterações, definiu a posição de Primeiro Ministro do Gabinete Imperial. Esta posição existiu por menos de um ano antes o governo Qing foi derrubado.

### Premiers após 1911
- Lista de presidentes da China

### Citações
1. ↑  (chinês) Guan Zhong Memorial Opened in Linzi Arquivado em 3 de março de  2016, no Wayback Machine., Xinhuanet, September 19, 2004.
2. ↑  Royal Asiatic Society of Great Britain and Ireland. North-China Branch. Journal of the North-China Branch of the Royal Asiatic Society, Volume 10. [S.l.: s.n.]
3. ↑  Li (2007), 75.
4. ↑  Wang (1949), 144.
5. ↑  (chinês) Chancellor of China, Sina.com.
6. ↑  Book of the Later Han Vol.72; Records of Three Kingdoms Vol. 6.
7. ↑  Records of Three Kingdoms Vol. 1.
8. ↑  (chinês) The History of the Chancellor System in China.
9. ↑  (chinês) Tong Zhongshu Menxia Pingzhangshi, Encyclopedia of China.
10. ↑  (chinês) "Chancellor in the Song Dynasty"
11. ↑  (chinês) The Change of Central Administration in Tang and Song Dynasties Arquivado em 25 de abril de  2005, no Wayback Machine..
12. ↑  (chinês) The History of Chancellor of China Arquivado em 2007-08-11 na Archive.today, QQ.com.
13. ↑  Hucker, Charles (1985). A Dictionary of Official Titles in Imperial China. [S.l.]: Stanford University Press. p. 436